# Pomnik Adama Mickiewicza w Krakowie
Pomnik Adama Mickiewicza (przez krakowian zwany potocznie „Adasiem”) – pomnik znajdujący się w Krakowie po wschodniej stronie Rynku Głównego, pomiędzy Sukiennicami a wylotem ulicy Siennej.

## Historia

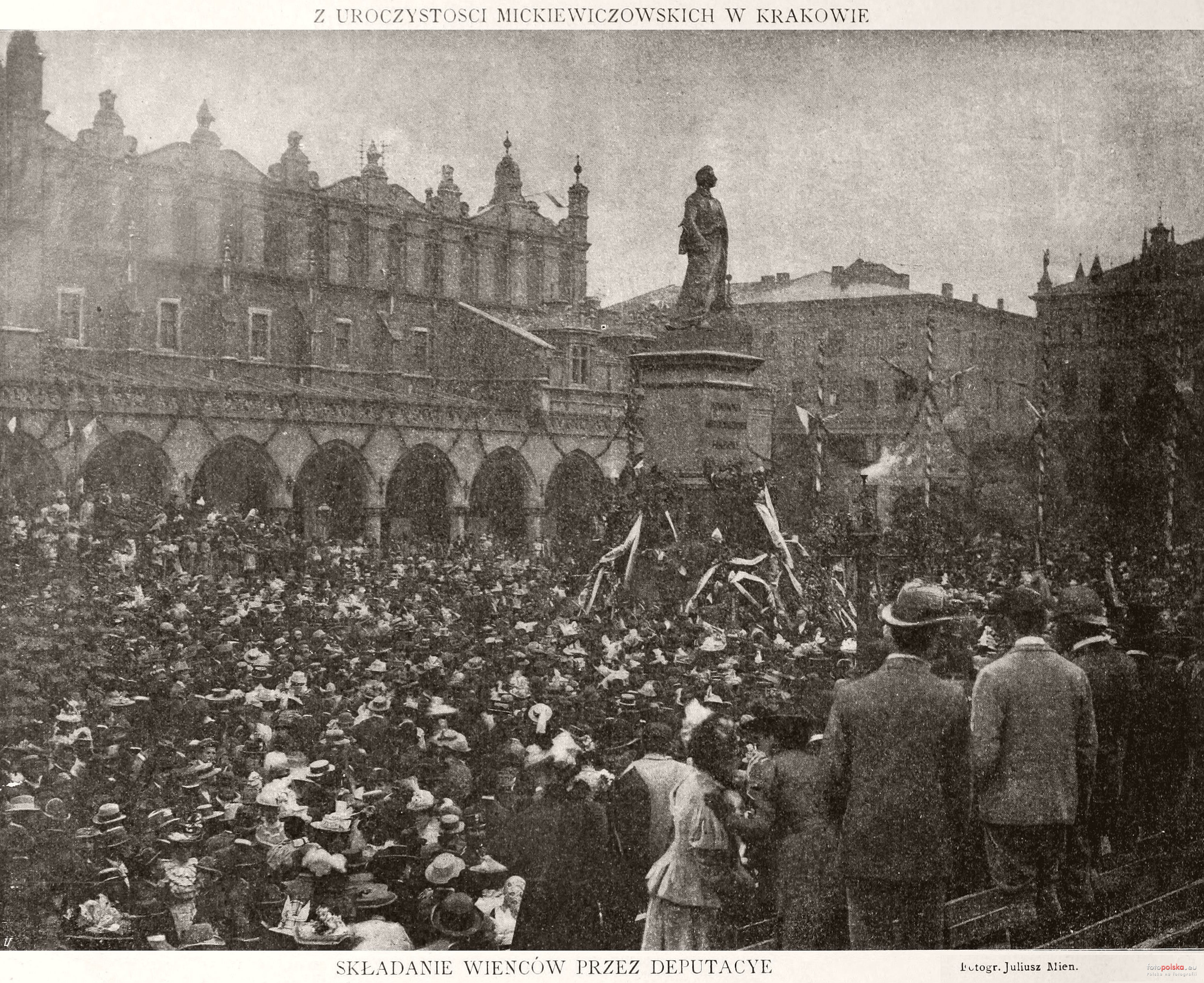
Uroczyste otwarcie pomnika, 1898

Pomnik powstał według projektu Teodora Rygiera, uroczyste odsłonięcie pomnika nastąpiło 26 czerwca 1898, w setnym roku urodzin Adama Mickiewicza.

Projekt pomnika został przedstawiony przez Rygiera podczas konkursu na monument Wieszcza, zorganizowanego w Krakowie w latach 1880–1890. Swoje wizje pomnika zaprezentowali wówczas m.in. następujący artyści: Tomasz Dykas, Walery Gadomski, Antoni Kurzawa, Jan Matejko i Pius Weloński. Wybór do realizacji projektu Rygiera spotkał się z krytyką, czego wyrazem były liczne polemiki prasowe oraz osobne publikacje poświęcone temu zagadnieniu. Surowemu osądowi poddawano zwłaszcza wartość artystyczną dzieła. Koszt budowy monumentu wyniósł 164 tys. złr. Większość tej kwoty pochodziła ze składek publicznych. Pomnik został odlany w firmie „Nelli” w Rzymie.

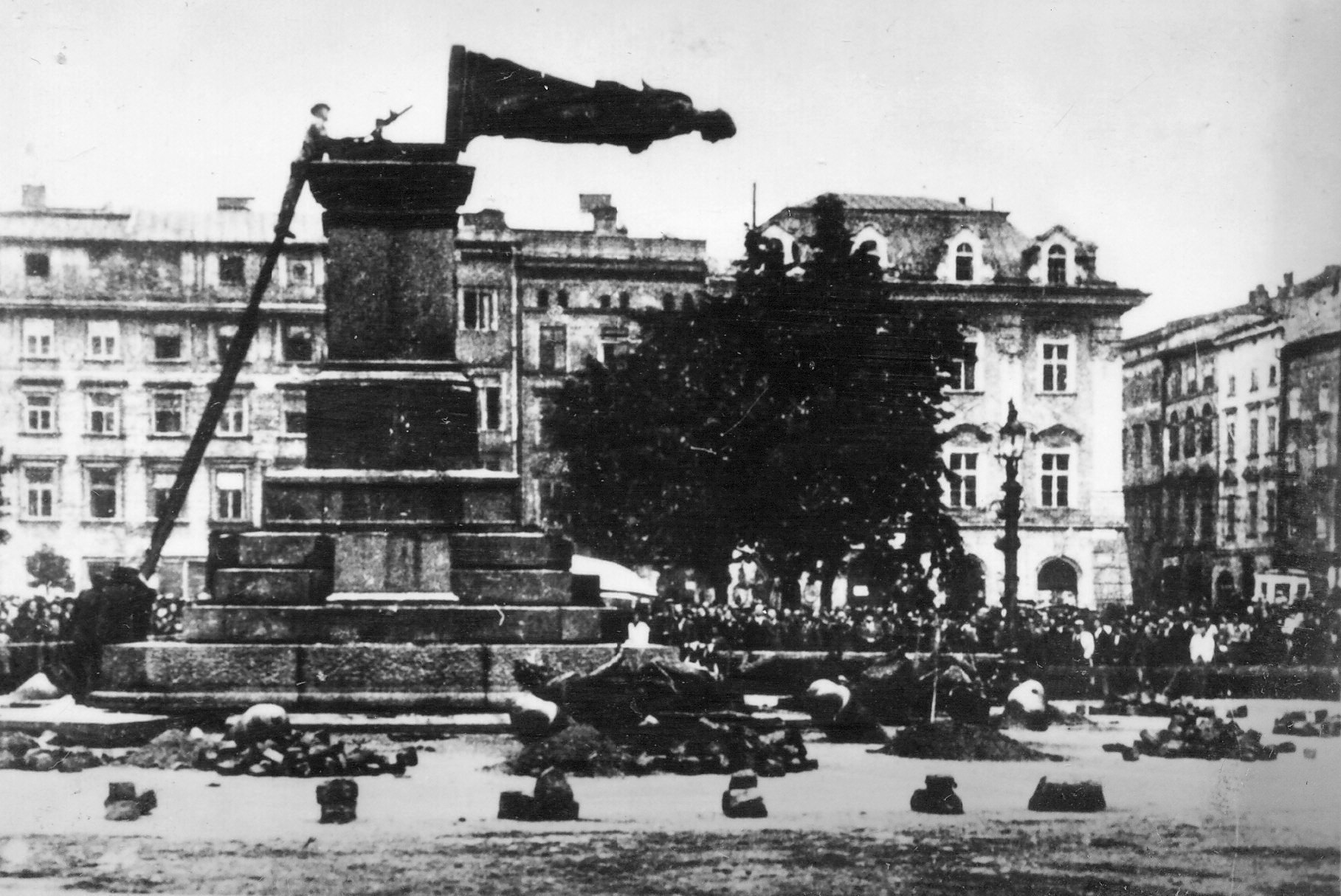
Zniszczenie pomnika 17 sierpnia 1940 przez Niemców

Pomnik, o wysokości 10 m, przedstawia poetę stojącego na postumencie, u stóp którego na wielostopniowym cokole znajdują się cztery alegorie: Ojczyzna, Męstwo, Nauka i Poezja. Na cokole umieszczona została dedykacja: „Adamowi Mickiewiczowi Naród”.

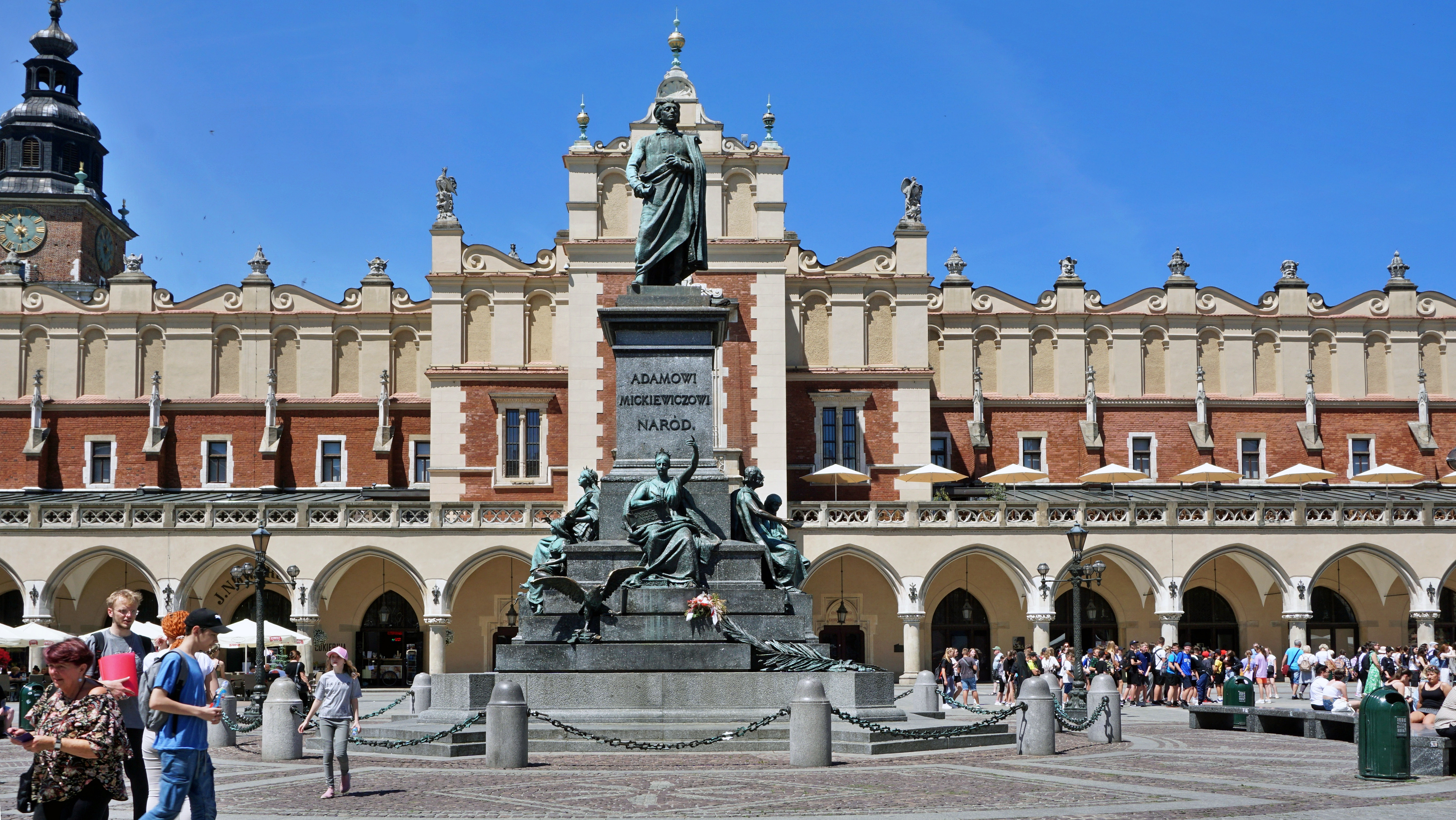
Pomnik Adama Mickiewicza, 2024

17 sierpnia 1940 r. pomnik został zniszczony przez hitlerowców okupujących miasto. Po wojnie został zrekonstruowany z elementów odnalezionych w 1946 r. na złomowisku w Hamburgu. Elementy kamienne wykonano z granodiorytu kośmińskiego wydobywanego w Piławie Górnej na Dolnym Śląsku. Odsłonięcie zrekonstruowanego pomnika nastąpiło 26 listopada 1955 roku, w setną rocznicę śmierci wieszcza.
Obecnie pomnik jest ulubionym miejscem spotkań krakowian i turystów. To najczęściej fotografowany i najbardziej rozpoznawany pomnik Krakowa. Podczas trwania Euro 2012, pomnik był przystrajany kotylionem w barwach narodowych Polski oraz Holandii, Anglii lub Włoch, w dniach kiedy grały one swoje mecze na mistrzostwach; drużyny narodowe Holandii i Anglii miały bazy w Krakowie, drużyna Włoch w Wieliczce.

## Tradycje związane z pomnikiem
Wokół pomnika Adama Mickiewicza odbywają się różnego rodzaju uroczystości, manifestacje, happeningi.
- W dniu imienin wieszcza w dniu 24 grudnia krakowskie kwiaciarki składają kwiaty u stóp poety.
- Co roku pod pomnikiem rozpoczyna się konkurs szopki krakowskiej.
- Kibice krakowskich drużyn świętują sukcesy sportowe.
- Krakowscy maturzyści, w czasie studniówek, skaczą na jednej nodze wokół pomnika, wierząc, że liczba okrążeń będzie równa ocenom uzyskanym na ich maturze.
- Żołnierze przechodzący do rezerwy, spotykali się pod pomnikiem i robili pompki, głośno skandując przy tym nazwy miesięcy, które spędzili w wojsku.

## Galeria

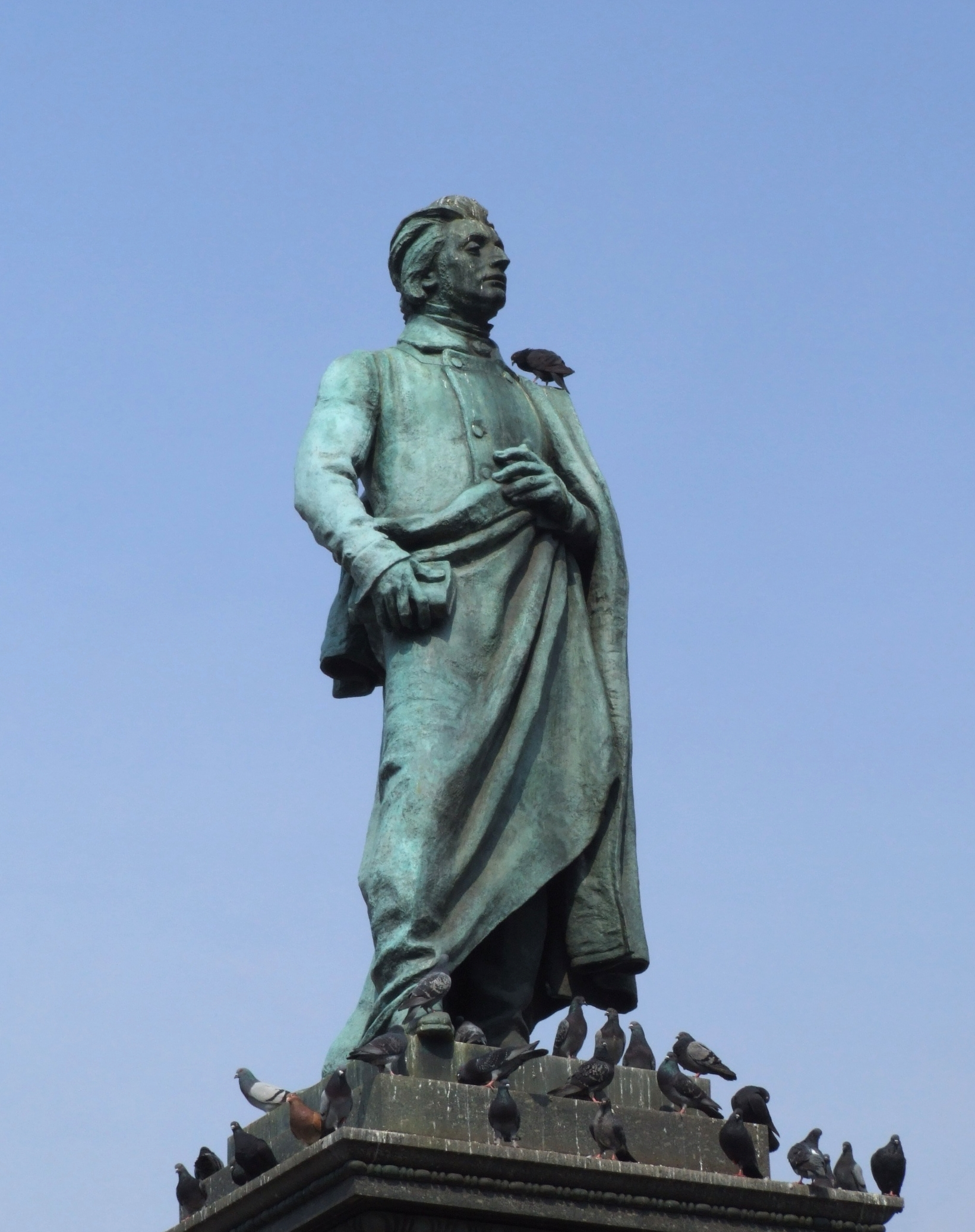
Statua Adama Mickiewicza
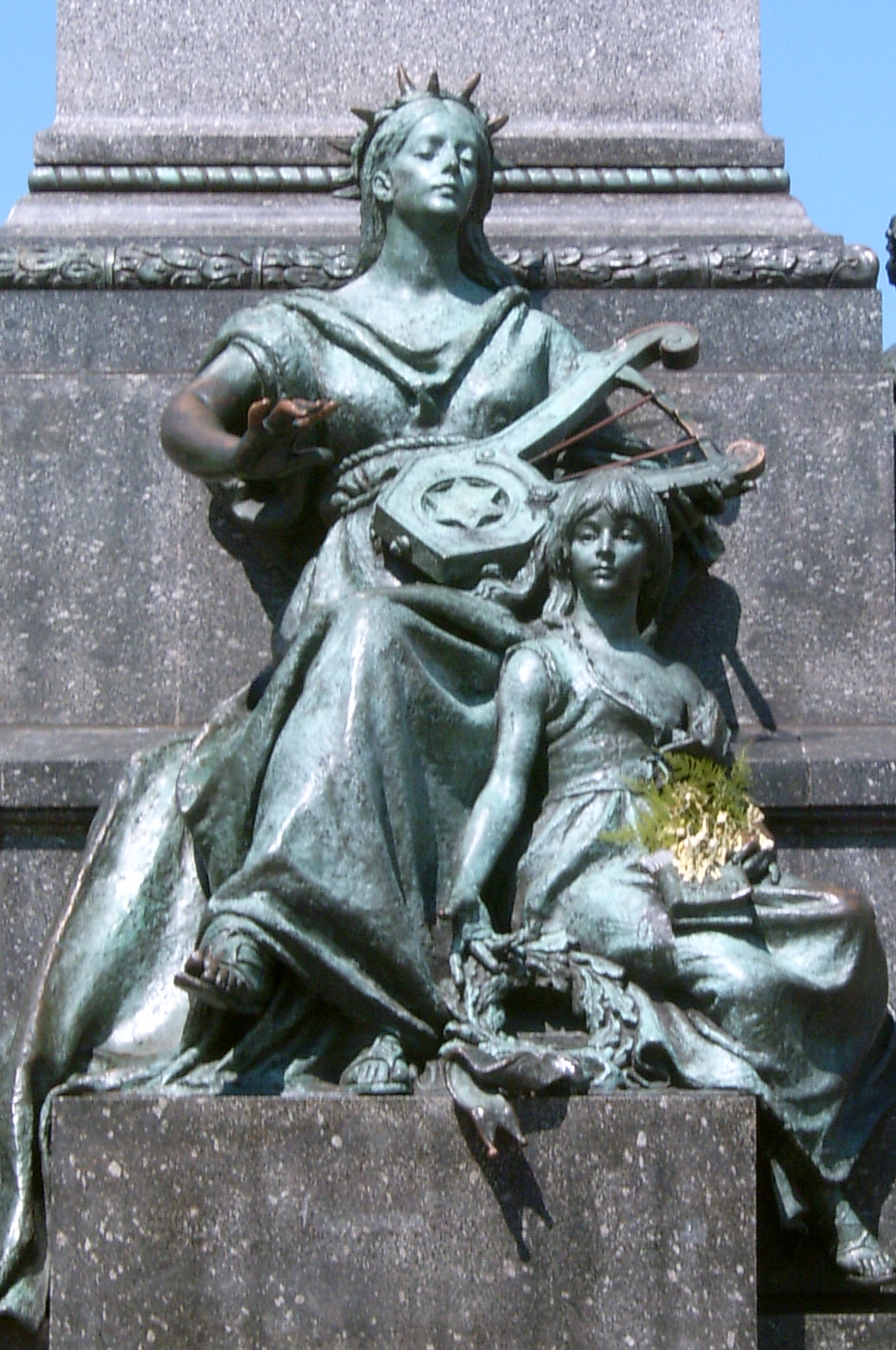
Alegoria poezji
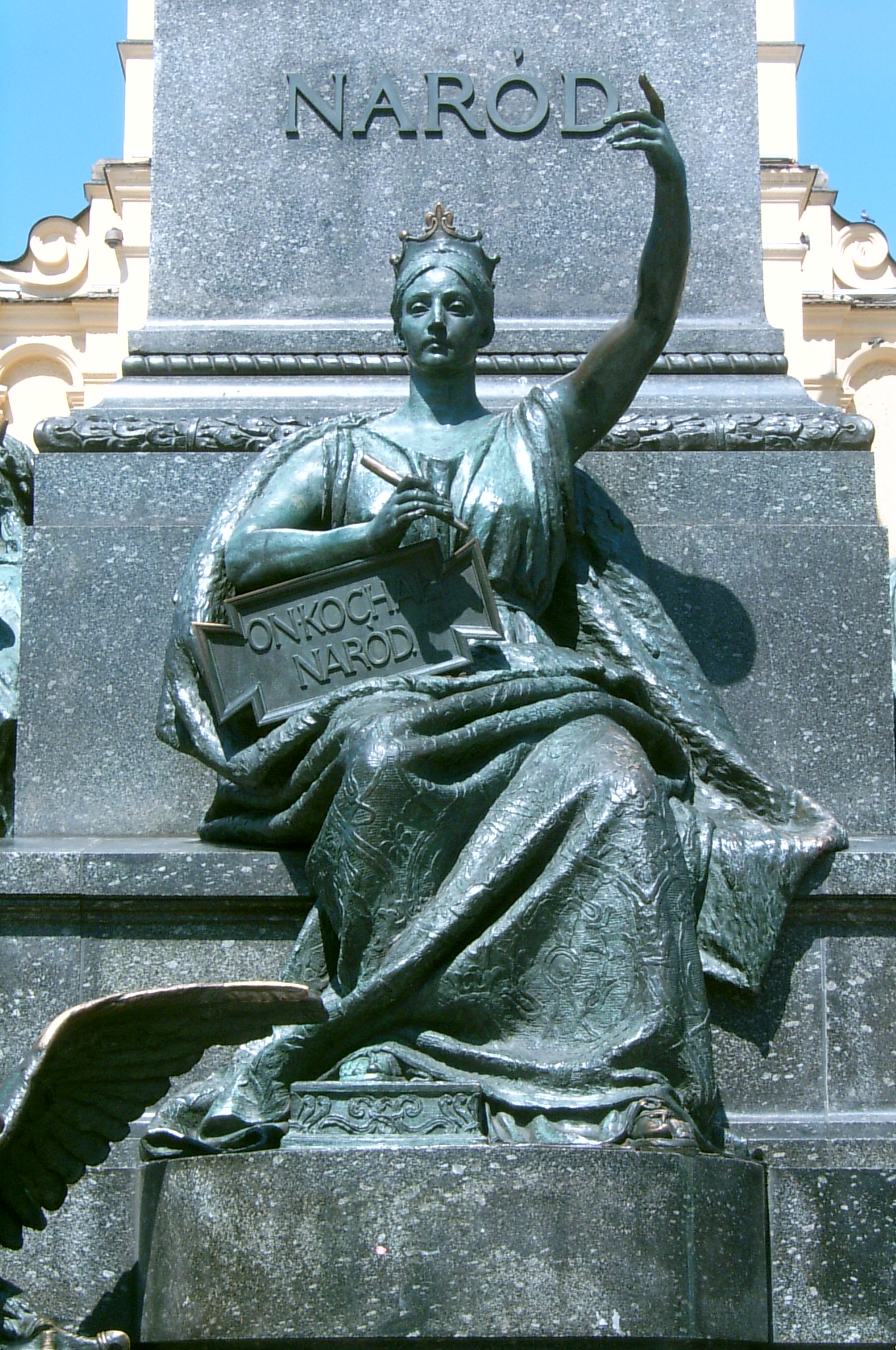
Alegoria ojczyzny
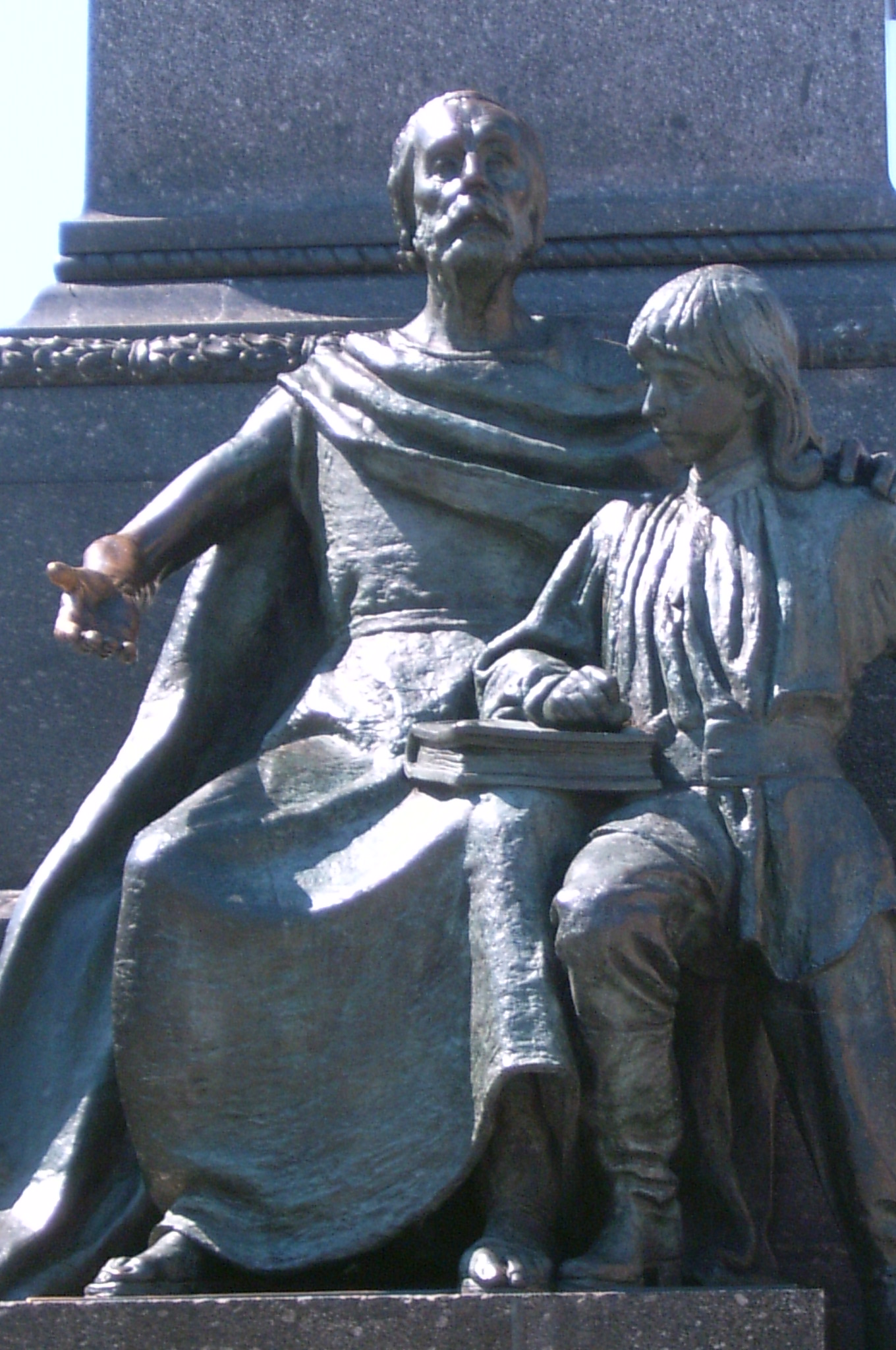
Alegoria nauki
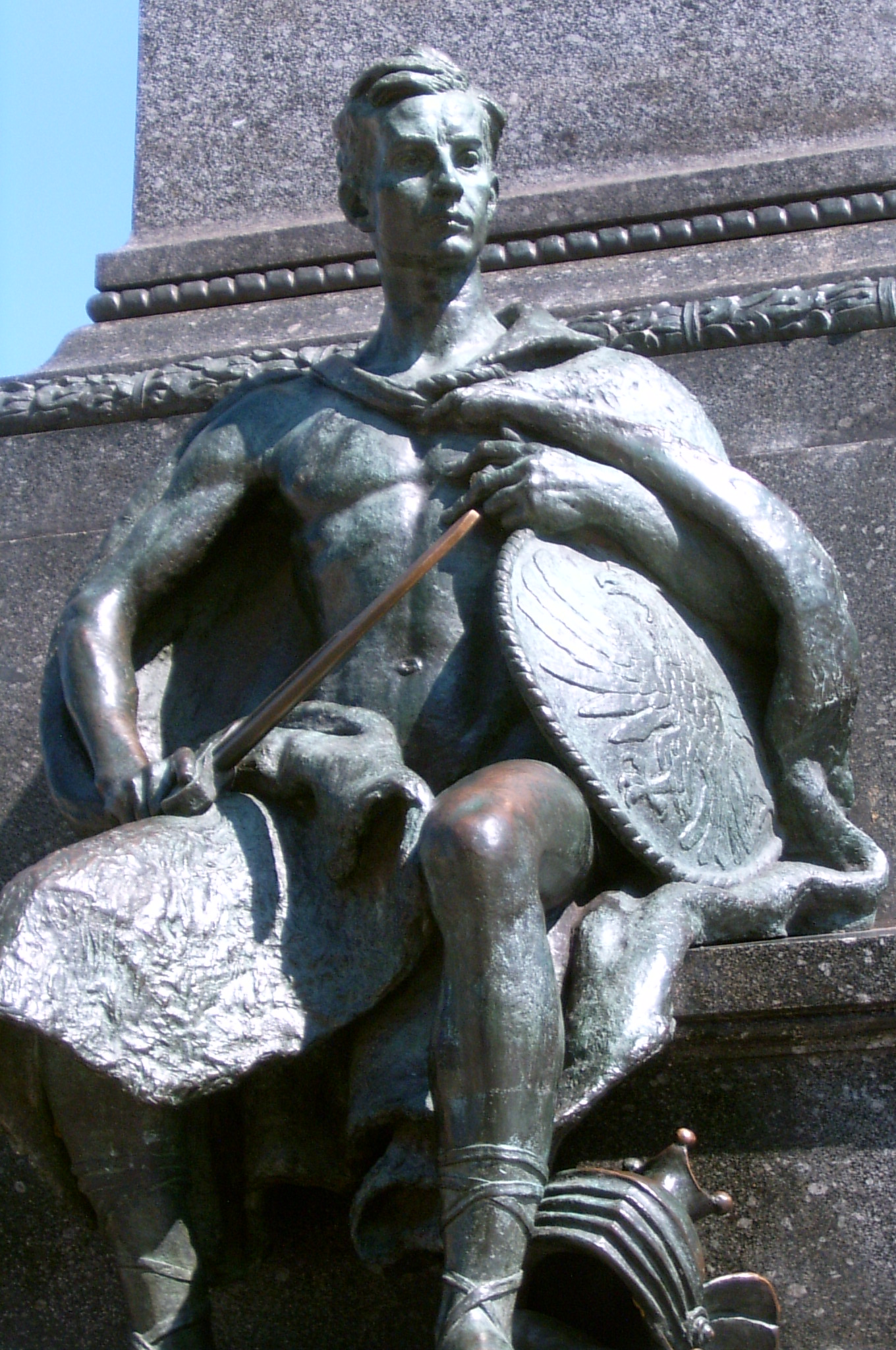
Alegoria męstwa
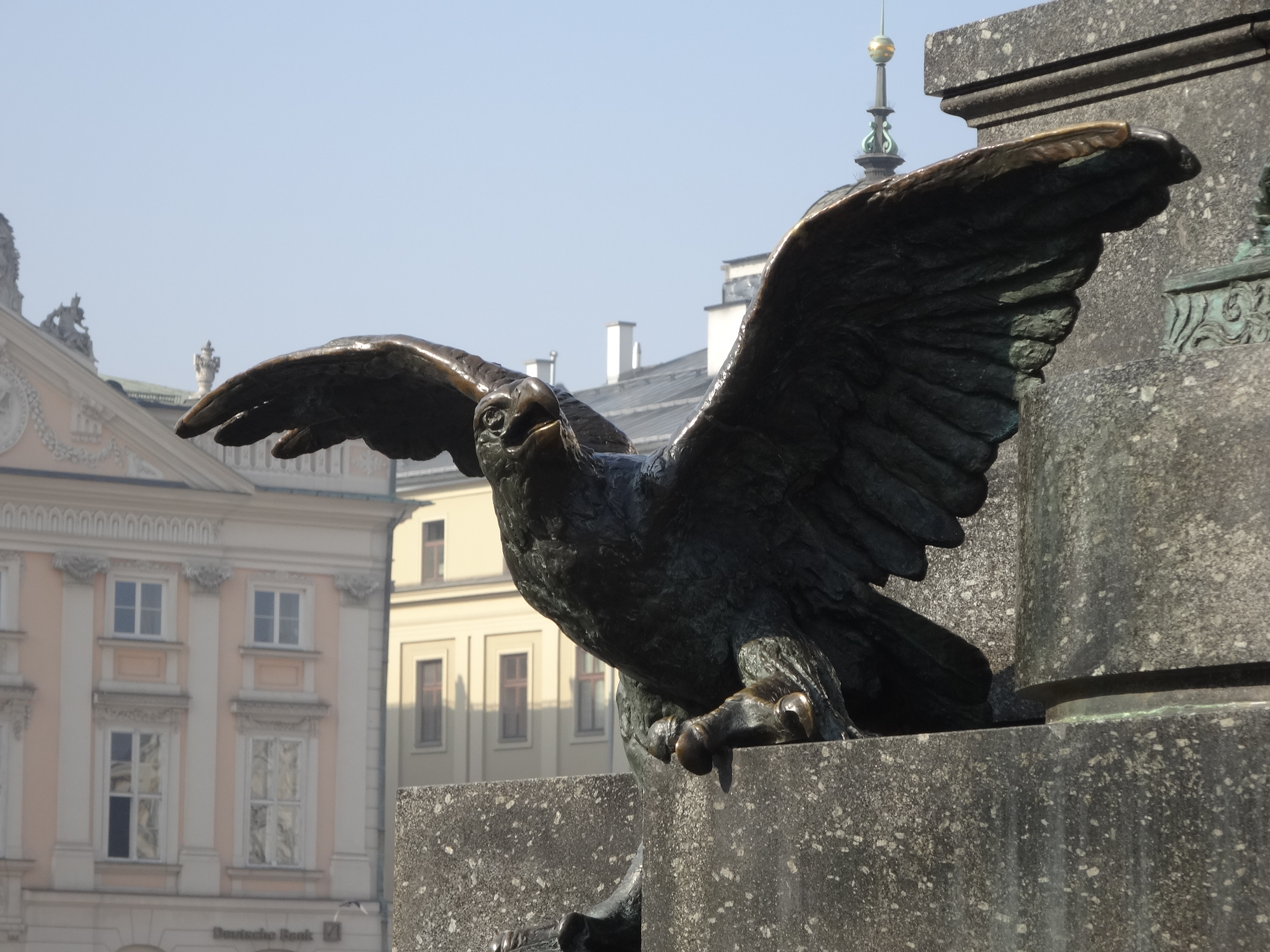
Rzeźba orła
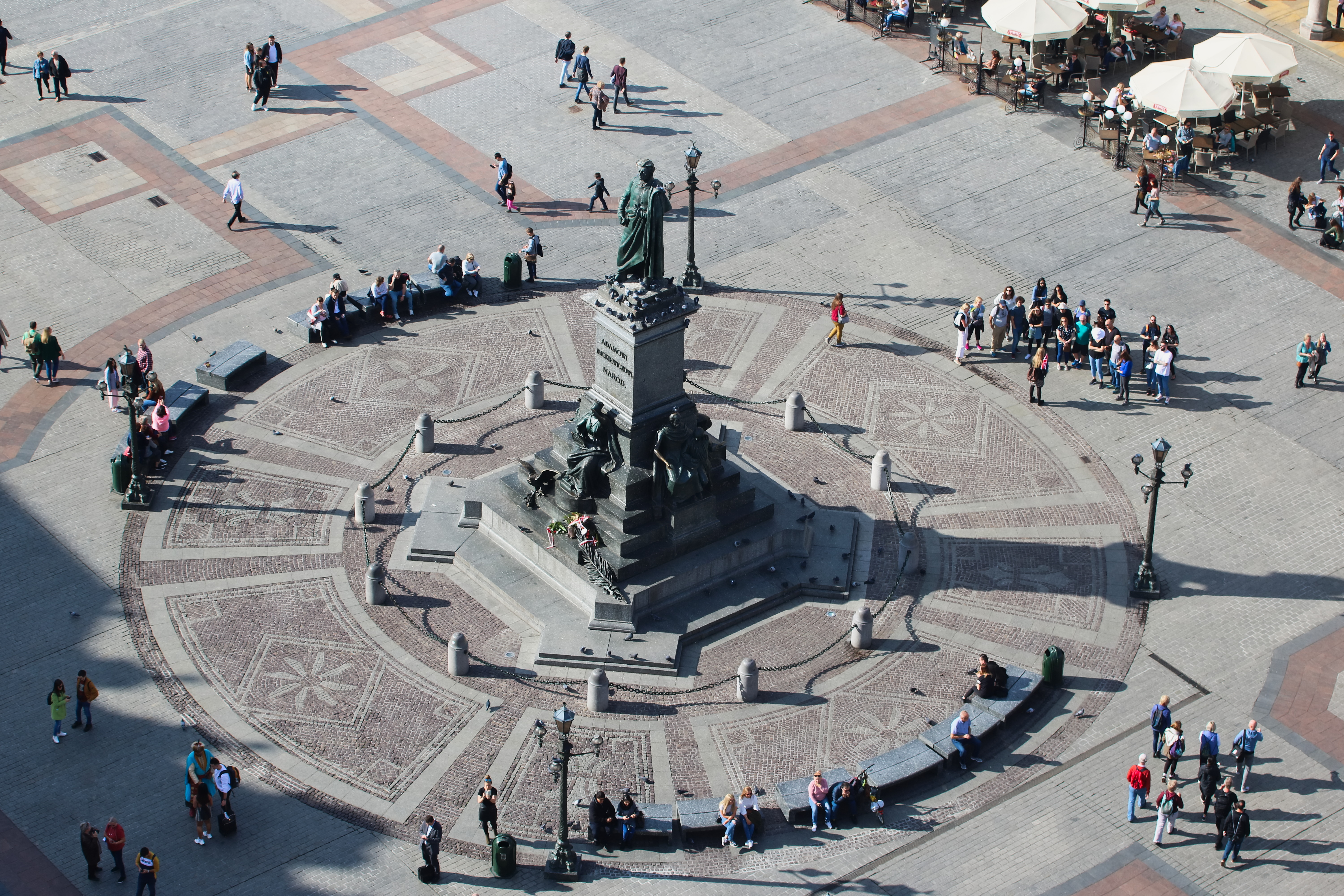
Widok z kościoła mariackiego